# Jorge Veiga
Jorge de Oliveira Veiga (Rio de Janeiro, 14 de abril de 1910 - Rio de Janeiro, 29 de junho de 1979), foi um cantor e compositor brasileiro, especializado em sambas.

## Biografia
Nasceu no bairro suburbano do Engenho de Dentro, onde teve uma infância de pobreza. Trabalhou desde a infância como engraxate, vendedor de frutas e de doces. Quando adulto, passou a trabalhar como pintor de paredes. Costumava cantar durante o serviço e um dia o proprietário de uma casa comercial em que Jorge trabalhava gostou do que ouviu. Graças à indicação deste homem, Jorge conseguiu se apresentar como calouro em um programa da Rádio Educadora do Brasil (PRB-7).
A partir de 1934 iniciou sua carreira artística apresentando-se em circos e pavilhões populares do Rio de Janeiro. Naquele mesmo ano, começou a se apresentar imitando Sílvio Caldas no programa "Metrópolis", da Rádio Educadora. Em 1939 realizou sua primeira gravação, "Adeus João", cantando ao lado do acordeonista Antenógenes Silva, que era o titular do disco.
Especializou-se em sambas malandros e anedóticos, além dos sambas de breque. Em 1942, quando atuava na Rádio Guanabara, conheceu Paulo Gracindo, na época apresentador de programas de rádio, que mudaria seu estilo de interpretação segundo o próprio cantor: "(Paulo Gracindo) me ensinou a cantar sempre sorrindo, para dar mais leveza à interpretação e divertir mais os ouvintes", diria Jorge Veiga anos mais tarde. Pelos anos seguintes realizaria dezenas de gravações, com muito sucesso popular.
Graças ao rádio, Jorge Veiga conquistou ainda mais popularidade. Na Rádio Nacional abria suas apresentações sempre com a mesma frase: “Alô, alô, aviadores que cruzam os céus do Brasil. Aqui fala Jorge Veiga pela Rádio Nacional. Queiram dar os seus prefixos para a guia de nossas aeronaves”.
Em 1959, Jorge Veiga alcançou seu maior sucesso com a regravação do samba "Acertei no milhar", de Wilson Batista e Geraldo Pereira, que virou um marco na sua carreira. Em 1979, ano de sua morte, a CBS lançou o LP "O eterno Jorge Veiga", com um apanhado de seus sucessos, incluindo composições suas como "Boi com abóbora", "Festival de bolachadas" e "Casa que tem cachorro".
Jorge Veiga morreu em 1979, de septicemia em decorrência de um câncer, no Rio de Janeiro. Seu corpo foi sepultado no Cemitério de Inhaúma.

## Composições
Composições de Jorge Veiga:
- "Abaixo de Deus" (com Sebastião Mota)
- "Amor não tem idade" (com Nogueira e M. Alves)
- "Aviadores do Brasil" (com José Francisco)
- "Boemia" (com Zé Violão)
- "Boi com abóbora" (com Marinho da Muda)
- “Samba do Flamengo”
- "Café Society"
- “Brigitte Bardot”, (com Miguel Gustavo)
- "Casa que tem cachorro" (com Blecaute e Newton Teixeira)
- "Doutor Sabe-tudo" (com Zé Violão)
- "Em boi morto até eu bato" (com Zé Violão)
- "Festival de bolachadas" (com Gordurinha)
- "Fora da jogada" (com "Haroldo Lobo")
- "Garota de Copacabana"
- "Obrigado doutor" (com Gabilan)
- "Reencarnação" (com Nadinho)
- "Samba de Itaguaí" (com Raul Marques)
- "Sambista no céu" (com Zé Violão)
- "Você vai" (com Badu)
- "Bigorrilho"